# Edward Colston
Edward Colston (Bristol, 2 novembre 1636 – Mortlake, 11 ottobre 1721) è stato un mercante, filantropo e politico britannico.

## Biografia
Nacque a Temple Street, Bristol, maggiore degli undici figli di William Colston, mercante, e Sarah Batten. Il padre era stato privato delle proprie cariche per le posizioni realiste durante la Guerra civile e così, nel 1654, la famiglia si trasferì a Londra. A partire dagli anni '60 del secolo, si hanno sue notizie come mercante di successo di olio e vino con la Spagna, il Portogallo e l'Italia. Nel 1680 acquistò quote della Royal African Company e partecipò al commercio di avorio, oro e schiavi, di cui la RAC deteneva il monopolio, per circa undici anni, quando vendette la partecipazione. In occasione della visita al padre sul letto di morte, il quale si era ritrasferito a Bristol, e, similmente, al fratello Thomas, maturò la dedizione al supporto delle istituzioni caritatevoli della città, contribuendo generosamente alla costruzione di scuole e ricoveri per la popolazione indigente.
Convinto conservatore, anticattolico e antiliberale, finanziò tutte le principali chiese anglicane della città e fu membro del Parlamento della Gran Bretagna per il collegio di Bristol dal 1710 al 1713. Non si sposò mai e nel 1708 si ritirò dall'attività, proseguita nel frattempo con grande fortuna e in diversi settori del commercio e della finanza. Visse a Mortlake, nel Surrey, fino alla sua morte nel 1721. Il suo funerale fu celebrato a Bristol con grande partecipazione popolare, in particolar modo dei ceti meno abbienti che avevano beneficiato delle sue opere; venne sepolto nella chiesa di Ognissanti in un sepolcro adornato di statue e incisioni realizzato da James Gibbs (l'edificio è attualmente chiuso al culto e al pubblico).

## Controversie

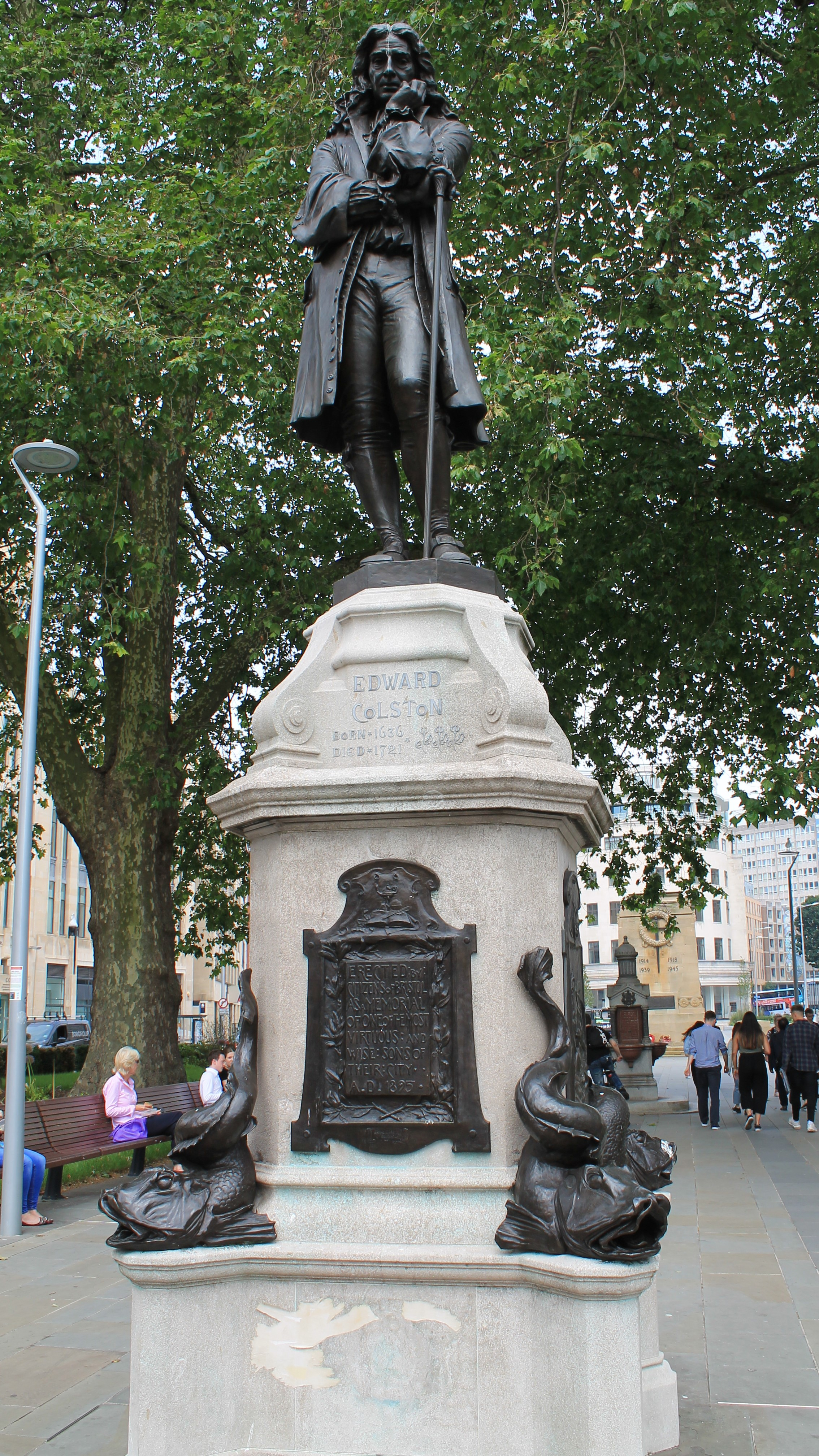
La statua di Edward Colston a Bristol, collocata in Colston Street nel 1895 e abbattuta da manifestanti il 7 giugno 2020

La rilevante fortuna personale di Colston e la sua dedizione alle opere caritatevoli ne hanno reso celebre la figura di filantropo e benefattore in maniera univoca e non controversa fino agli anni '90 del XX secolo (essendo anzi una costante nelle celebrazioni cittadine), quando è iniziata una crescente contestazione da parte delle minoranze di origine caraibica presenti a Bristol, motivata dal suo ruolo nel commercio degli schiavi, attività che rappresentò comunque la maggior fonte di ricchezza per l'intera economia cittadina fino alla sua abolizione grazie allo Slave Trade Act del 1807.
Tuttavia, alcuni studiosi avevano già criticato la presenza della statua in chiave sociale: il monumento era stato eretto dopo una fase di scioperi e agitazioni da parte dei lavoratori portuali e la sua collocazione era stata interpretata come l'estremo tentativo dell'aristocrazia tardo-vittoriana di rispondere all'ingiustizia sociale con il paternalismo individuale e la filantropia piuttosto con che l'equità dei salari e delle condizioni di lavoro. 
Nonostante non vi siano quantificazioni certe di quanta parte del patrimonio di Colston derivasse dal commercio di schiavi (la quale fu certamente non modesta trattandosi di circa 84.000 persone vittime di tratta ma il suo titolare fu comunque attivo in diversi settori e affari finanziari per circa cinquant'anni, mentre la partecipazione alla tratta ne durò undici, sempre come membro della RAC e mai a titolo personale), nel 2017 si è comunque deciso, nonostante una larga parte di cittadini contrari, che la locale sala da concerti, battezzata in suo onore Colston Hall e costruita nel 1867 nel luogo dove egli aveva fondato una scuola per ragazzi poveri, muterà denominazione al termine dei lavori di restauro. In precedenza il gruppo dei Massive Attack, originario di Bristol, si era rifiutato di esibirsi nella Hall. 
Il 7 giugno 2020, durante una manifestazione del movimento Black Lives Matter, la sua statua in bronzo (collocata nel 1895 nell'omonima strada) è stata abbattuta dalla folla e gettata nelle acque del porto. Il 15 luglio 2020, è stata posta sul piedistallo una statua realizzata dall'artista Marc Quinn raffigurante una ragazza con il pugno destro chiuso, il simbolo del movimento. Il giorno successivo è stata rimossa su ordine dell'amministrazione locale.
Il 5 gennaio 2022 gli stessi manifestanti sono stati prosciolti dall'accusa di aver danneggiato beni pubblici. La statua è stata recuperata dal fiume dove i Black Lives Matter l'avevano buttata e successivamente posta in un museo nella stessa città di Bristol con allegata una placca che commemora l'azione dimostrativa dei BLM.